# Episodi di Motive (terza stagione)
La terza stagione della serie televisiva Motive è stata trasmessa sul canale canadese CTV dall'8 marzo al 7 giugno 2015.
In Italia, la stagione è andata in onda sul canale pay Premium Crime dal 12 settembre al 24 ottobre 2015.
| nº | Titolo originale     | Titolo italiano          | Prima TV Canada | Prima TV Italia   |
| -- | -------------------- | ------------------------ | --------------- | ----------------- |
| 1  | 6 Months Later       | Sei mesi dopo            | 8 marzo 2015    | 12 settembre 2015 |
| 2  | Calling the Shots    | L'apparenza inganna      | 15 marzo 2015   | 12 settembre 2015 |
| 3  | Oblivion             | Un passato da ricordare  | 22 marzo 2015   | 19 settembre 2015 |
| 4  | The Glass House      | La casa di vetro         | 29 marzo 2015   | 19 settembre 2015 |
| 5  | The Suicide Tree     | L'albero dei suicidi     | 5 aprile 2015   | 26 settembre 2015 |
| 6  | Fallen               | Caduta libera            | 12 aprile 2015  | 26 settembre 2015 |
| 7  | Pilot Error          | Errore del pilota        | 19 aprile 2015  | 3 ottobre 2015    |
| 8  | Reversal of Fortune  | Amore fraterno           | 26 aprile 2015  | 3 ottobre 2015    |
| 9  | Best Enemies         | Una brutta sorpresa      | 3 maggio 2015   | 10 ottobre 2015   |
| 10 | Purgatory            | Purgatorio               | 10 maggio 2015  | 10 ottobre 2015   |
| 11 | The Amateurs         | Omicidi a catena         | 24 maggio 2015  | 17 ottobre 2015   |
| 12 | Frampton Comes Alive | La rivincita di Frampton | 31 maggio 2015  | 17 ottobre 2015   |
| 13 | A Problem Like Maria | Maria                    | 7 giugno 2015   | 24 ottobre 2015   |